# Вокзал

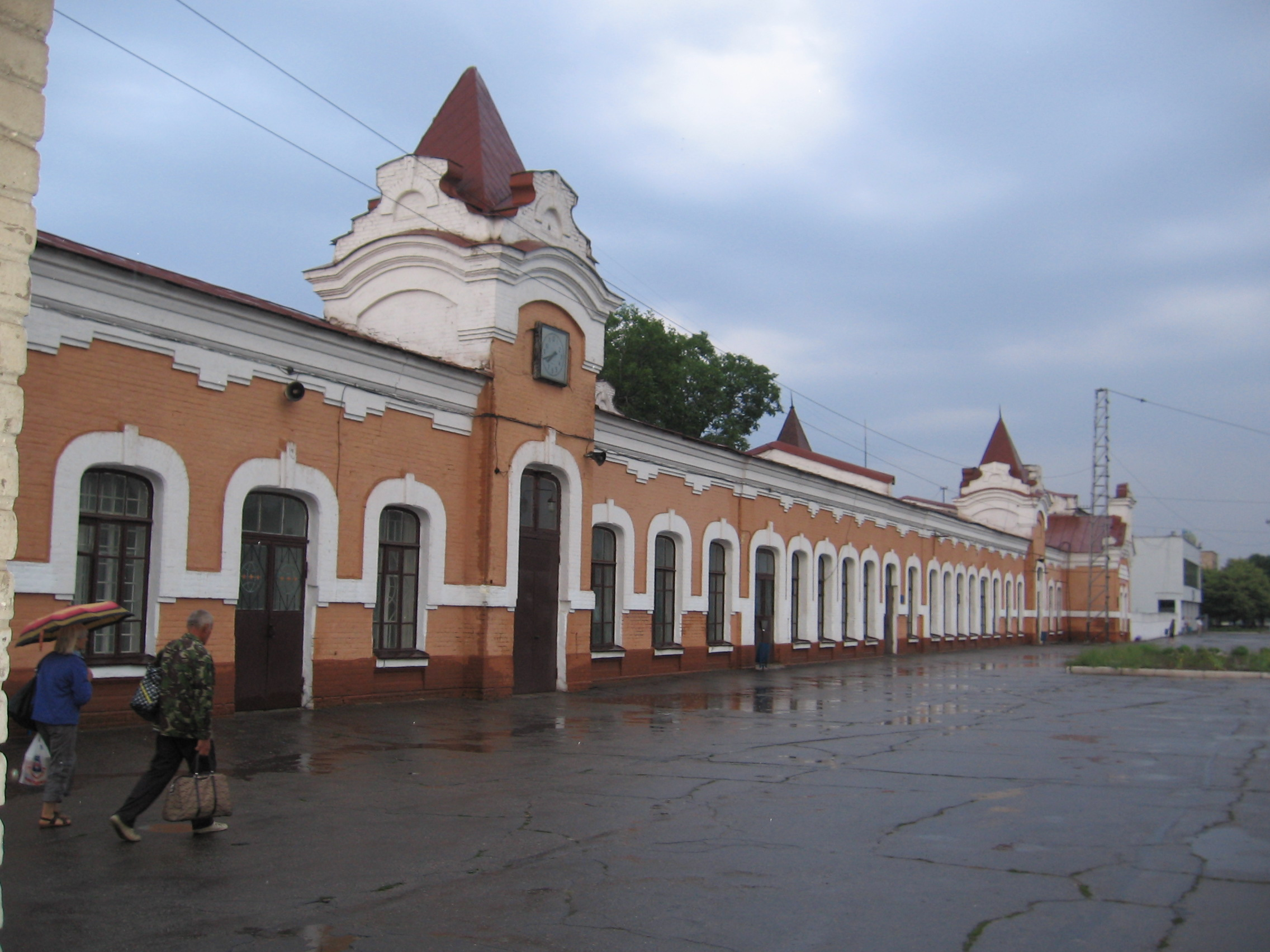
Вокзал Запоріжжя II.

Вокза́л, діал. дво́рець, двіре́ць — транспортна будівля або комплекс будівель на пасажирських станціях, портах і аеропортах призначені для обслуговування пасажирів перед від'їздом або після прибуття.

## Походження слова

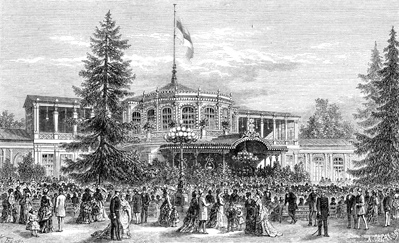
Зовнішній вигляд Павловського «Вокзалу», першого російського залізничного вокзалу

Слово «вокзал» в українську мову потрапило з російської. Російське «вокзал» походить від англ. Vauxhall («Во́ксхолл» чи «Во́ксголл»), прочитаного на французький лад «Вокса́ль» (або «Вокзал» — під впливом слова «курзал»). Так звався розважальний заклад поблизу Лондона, на території сучасного Кенінгтона. Свою назву отримав від імені власниці Джейн Вокс (Jane Vaux). Парк, що існував навколо закладу, звався Воксгол-Ґарденз (зараз[коли?] не існує). Подібні споруди згодом з'явилися і в інших країнах Європи, Сполучених Штатах і Канаді.
Подібні будови з'явилися також у Петербурзі й у Москві (кінець XVIII ст.). Таким чином, у Росії XVIII—XIX ст. словом «вокзал» («воксал», «фоксал») звалися заміські розважальні центри з ресторанами, танцювальними та концертними залами, розташовані у парках.
Сучасного значення слово «вокзал» набуло завдяки «Вокзалу» у парку міста Павловська під Санкт-Петербургом. Збудований 1837 року, він розташовувався на прикінцевій станції залізниці «Павловськ — Царське Село», яка з'явилася 1838 року. Павловський вокзал, який став, до того ж, першим постійним концертним закладом у Росії, був покликаний своїми постановками привертати увагу до нового виду транспорту. Поступово у Росії всі станційні будівлі для пасажирів стали звати «вокзалами».
Слово «двірець», «дворець», відоме у західних областях, походить від пол. dworzec, яке, у свою чергу, утворене від dwór («двір»). Як і луж. dwórnišćo, польське dworzec (у значенні «велика станція», «станційна будівля») виникло, ймовірно[джерело?], під впливом німецької назви великих станцій — «Bahnhof» (букв. «шляховий двір»).

## Будова вокзалів
Вокзали можуть сильно розрізнюватися за розміром: від маленьких дерев'яних будов на маленьких залізничних станціях до величезних транспортних терміналів у великих містах. Вокзали на невеличких станціях мають тільки приміщення квиткової каси та маленьку залу очікування, до будівлі може бути прибудовано навіс-терасу. Великі вокзали мають, окрім квиткових кас і кількох чекальних зал, іще кілька інших приміщень.

## Різновиди вокзалів
- Залізничний вокзал — найбільш поширений різновид вокзалу, слово «вокзал» зв'язується у першу чергу з вокзалами на залізницях.
- Автобусний вокзал (автовокзал) — вокзал для обслуговування пасажирів приміських, міжміських та міжнародних автобусних маршрутів.
- Аеровокзал (термінал аеропорту) — споруда аеропорту, в якій пасажири здійснюють перехід з/до наземного транспорту з/до вузлів посадки та висадки з повітряних суден.
- Річковий вокзал[ru] — споруда або комплекс споруд, призначений для обслуговування пасажирів річкового транспорту, а також обробки їх багажу.
- Морський вокзал — споруда або комплекс споруд, призначений для обслуговування пасажирів морського транспорту, а також обробки їх багажу.
- Тролейбусний вокзал — вокзал для обслуговування пасажирів тролейбусів.
- Комплексний вокзал — різновид вокзалу, що поєднує під одним дахом кілька вокзалів (напр. залізнично-автобусний).